# Rampur Bilaspur
Rampur Bilaspur (nep. रामपुर विलासपुर) – gaun wikas samiti w zachodniej części Nepalu w strefie Mahakali w dystrykcie Kanchanpur. Według nepalskiego spisu powszechnego z 2001 roku liczył on 2103 gospodarstw domowych i 15 484 mieszkańców (7919 kobiet i 7565 mężczyzn).